# Čadca (distrito)
O Distrito de Čadca (eslovaco: Okres Čadca) é uma unidade administrativa da Eslováquia Setentrional, situado na Žilina (região), com 92.843 habitantes (em 2001) e uma superfície de 761 km². Sua capital é a cidade de Čadca.

## Demografia
| Ano:        | 1994   | 2004   | 2014   | 2024   |
| ----------- | ------ | ------ | ------ | ------ |
| Broj ljudi: | 91 569 | 92 944 | 91 124 | 86 666 |
| Razlika:    |        | +1,50% | -1,95% | -4,89% |

| Ano:               | 2023   | 2024   |
| ------------------ | ------ | ------ |
| Número de pessoas: | 87 135 | 86 666 |
| Diferença:         |        | -0,53% |

## Cidades
- Čadca (capital)
- Krásno nad Kysucou
- Turzovka

## Municípios
- Čierne
- Dlhá nad Kysucou
- Dunajov
- Klokočov
- Klubina
- Korňa
- Makov
- Nová Bystrica
- Olešná
- Oščadnica
- Podvysoká
- Radôstka
- Raková
- Skalité
- Stará Bystrica
- Staškov
- Svrčinovec
- Vysoká nad Kysucou
- Zákopčie
- Zborov nad Bystricou